# Guarda Veneta
Guarda Veneta là một đô thị ở tỉnh Rovigo in the Italian region of Veneto, có khoảng cách khoảng 60 km về phía tây nam của Venezia và khoảng 9 km về phía nam của Rovigo. Tại thời điểm ngày 31 tháng 12 năm 2004, đô thị này có dân số 1.151 người và diện tích là 17,3 km².
Đô thị Guarda Veneta có các frazioni (các đơn vị cấp dưới, chủ yếu là các làng) Borgo Moia, Case Zuecca, La Roccata, và Quarti.
Guarda Veneta giáp các đô thị: Bosaro, Crespino, Polesella, Pontecchio Polesine, Ro.